# Juan Carlos Ribas
Juan Carlos Ribas (9 agosto 1993) è un pallavolista e giocatore di beach volley portoricano, schiacciatore dei Mets de Guaynabo.

## Carriera

### Pallavolo

#### Club
La carriera professionistica di Juan Carlos Ribas inizia nella stagione 2013-14, quando viene ingaggiato nel corso dell'annata dai Plataneros de Corozal, esordendo in Liga de Voleibol Superior Masculino. Nella stagione seguente, con la mancata iscrizione della sua franchigia, approda ai Mets de Guaynabo, che lascia dopo qualche incontro per disputare il resto dell'annata coi Cariduros de Fajardo.
Nella Liga de Voleibol Superior Masculino 2015 fa ritorno ai Plataneros de Corozal, mentre nel torneo seguente veste per la seconda volta in carriera la maglia dei Cariduros de Fajardo. Nella stagione 2017 difende i colori dei Gigantes de Adjuntas, mentre nella stagione seguente si accasa nuovamente ai Mets de Guaynabo, conquistando lo scudetto.
Per la Liga de Voleibol Superior Masculino 2019 difende i colori dei neonati Mulos de Juncos, poi, dopo la cancellazione del campionato portoricano nel 2020, torna a vestire l'uniforme della franchigia di Guaynabo a partire dalla Liga de Voleibol Superior Masculino 2021, vincendo uno scudetto.

### Beach volley
Gioca anche a beach volley, facendo coppia tra il 2016 e il 2017 prima con Héctor Soto e poi con Orlando Irizarry. Nel 2018 forma un nuovo tandem con Daniel Quiñones e poi con Cristian Encarnación.

## Palmarès

### Club
- Campionato portoricano: 2

2018, 2022